# Lady Miss Kier
Kierin Magenta Kirby, cuyo nombre artístico es Lady Miss Kier, (Youngstown, Ohio, Estados Unidos, 15 de agosto de 1963) es una cantante, DJ e icono de la moda, es conocida como vocalista de la banda Deee-Lite, posteriormente tuvo una etapa de DJ y finalmente otra como compositora en solitario.

## Biografía
Aunque nació en Youngstown, se crio en Pittsburgh, Pennsylvania. Luego se mudó primero a Virginia Beach, Virginia, donde estudió en la escuela secundaria Kempsville y luego a Washington D. C.. En 1982, y a los 19 años, se instaló en la ciudad de Nueva York para seguir la carrera de diseño de moda. Asistió brevemente al Fashion Institute of Technology para estudiar diseño textil.[cita requerida]
En 1986, Kirby conoció a Dmitry Brill (conocido como Supa DJ Dmitry) en Nueva York, cuando ella le fabricó unas botas de plataforma de plata y un traje espacial azul brillante para su banda, Shazork. A partir de ese mismo año, Kirby comenzó a experimentar con música con Brill y forma la banda Deee-lite.